# Cyclidiidae
Famille
Les Cyclidiidae sont une famille de ciliés de l'ordre des Scuticociliatida (classe des Oligohymenophorea).

## Étymologie
Le nom de la famille vient du genre type Cyclidium, dérivé du latin cyclus, « cercle », en référence à la forme de ces ciliés qui, selon Muller, peuvent être « complanatus, orbicularis, vel ovatus (aplati, circulaire ou ovale) ».

## Description
Les Cyclidiidae ont une taille très petite (<< 80 µm) à petite (< 80 µm). Leur forme est ovoïde, à allongée-ovoïde, souvent avec des zones antérieures et postérieures glabres. Ils vivent en natation libre. Leur ciliation somatique est holotriche (c. à d. homogène), clairsemée, mais plus dense dans la moitié antérieure du corps chez certains genres. Ils ont un cil caudal ou plusieurs cils caudaux. Leur région buccale est peu proéminente, avec un cytostome en position variable et une ciliature buccale peu visible. Ils ont une dicinétie parorale, souvent peu visible, typiquement avec sa courbe postcytostomiale (c. à d. à l'arrière du cytostome) ne s'étendant ni en avant, ni à gauche du cytostome. Leurs polycinécies orales sont souvent très fragmentées. Leur macronoyau est globulaire à ellipsoïde. Leur micronoyau est gros, souvent situé dans le tiers antérieur du corps. Vacuole contractile et cytoprocte sont présents. Les espèces de la famille des Cyclidiidae sont bactérivores.

## Habitat et répartition
Les Cyclidiidae vivent dans des habitats marins, saumâtres, d'eau douce et terrestres. Ils ont une large répartition avec des espèces interstitielles anaérobies et coprozoïques.

## Liste des genres
Selon GBIF (4 mai 2024) :
- Acucyclidium Gao, Gao, Wang, Katz & Song, 2014
- Apocyclidium  Foissner et al., 2002 (selon Taxonomicon[4])
- Cristigera Roux, 1899
- Cyclidium O.F.Müller, 1773 genre type
  - Espèce type : Cyclidium glaucoma Müller, 1773
- Cyclidium O.F.Müller, 1786 (Erreur de Kahl 1931[5])
- Echinocyclidium Jankowski, 1980
- Falcicyclidium Fan, Hu, Al-Farraj, Clamp & Song, 2011
- Isocyclidium Esteban, Finlay & Embley, 1993
- Paractedoctema
- Paracyclidium Grolière, Puytorac & Grain, 1980
- Paurotricha Dragesco & Dragesco-Kernéis, 1991
- Protocyclidium Alekperov, 1993
- Pseudocyclidium Small & Lynn, 1985

Selon Lynn (2010) :
- Apocyclidium Foissner, Agatha & Berger, 2002
- Caspionella Jankowski, 1980
- Cristigera Roux, 1899
- Cyclidium O.F. Müller, 1773
- Echinocyclidium Jankowski, 1980
- Isocyclidium Esteban, Finlay & Embley, 1993
- Mesogymnus Berger in Corliss, 1979 nomen nudum
- Paracyclidium Grolière, de Puytorac & Grain, 1980
- Protocyclidium Alekperov, 1993
- Pseudocyclidium Small & Lynn, 1985

selon The Taxonomicon (2 juin 2024) :
- Abathostoma Berger, 1994
- Cristigera Roux, 1899
- Cyclidiumᵀ O.F. Müller, 1773 genre type
- Echinocyclidium Jankowski, in Small & Lynn, 1985
- Isocyclidium Esteban et al., 1993
- Mesogymnus Berger, 1994
- Paracyclidium Grolière et al., 1980
- Paurotricha Dragesco & Dragesco-Kernéis, 1991
- Pseudocyclidium Small & Lynn, 1985

## Systématique
Le nom valide de ce taxon est Cyclidiidae Ehrenberg, 1838.